# Schafstelze
Die Schafstelze (Motacilla flava) ist eine Vogelart aus der  Familie der Stelzen und Pieper (Motacillidae).

## Beschreibung
Die Art ist sehr vielgestaltig. So unterscheiden sich mehrere Unterarten, Männchen, Weibchen und Jungtiere. Kehle und Brust sind bei allen Männchen leuchtend gelb und bei den Weibchen blassgelb. Der Rücken ist bei allen Unterarten blassgrün. Die Körperlänge beträgt bei adulten Tieren 15 bis 16 cm.

## Ökologie

### Ernährung
Schafstelzen ernähren sich hauptsächlich von Fliegen und anderen zarten Insekten, die von grasendem Vieh aufgescheucht werden. Während der Jagd läuft der Vogel mit zierlichen Schritten und wippt mit dem Schwanz, der im Vergleich zu den anderen europäischen Stelzen der kürzeste ist. 

### Lebensraum
Die Art liebt feuchte Wiesen und Felder in der Nähe von Gewässern. Die Schafstelze ist in den meisten Regionen Europas und Asiens zu finden und sogar im nordamerikanischen Alaska gibt es Populationen. Während die Art in den klimatisch begünstigteren Zonen ein Standvogel ist, migrieren die nördlichen und östlichen Populationen im Winter nach Afrika und ins südliche Asien. Die amerikanischen überwintern weiter südlich am Pazifik. Die Veränderung bzw. Verkleinerung der für die Schafstelze geeigneten Biotope wird als ein Grund für den massiven Rückgang der Population in den letzten knapp 30 Jahren in Europa angesehen. Mit einem Rückgang von 97 Mio. Exemplaren von 1980 bis 2017 ist die Schafstelze in der Europäischen Union der Vogel, dessen Population am zweitstärksten zurückgegangen ist (Platz 1: Haussperling). Insgesamt ist die Zahl der Vögel im genannten Zeitraum netto um 560 bis 620 Mio. Exemplare geschrumpft.

### Brutbiologie

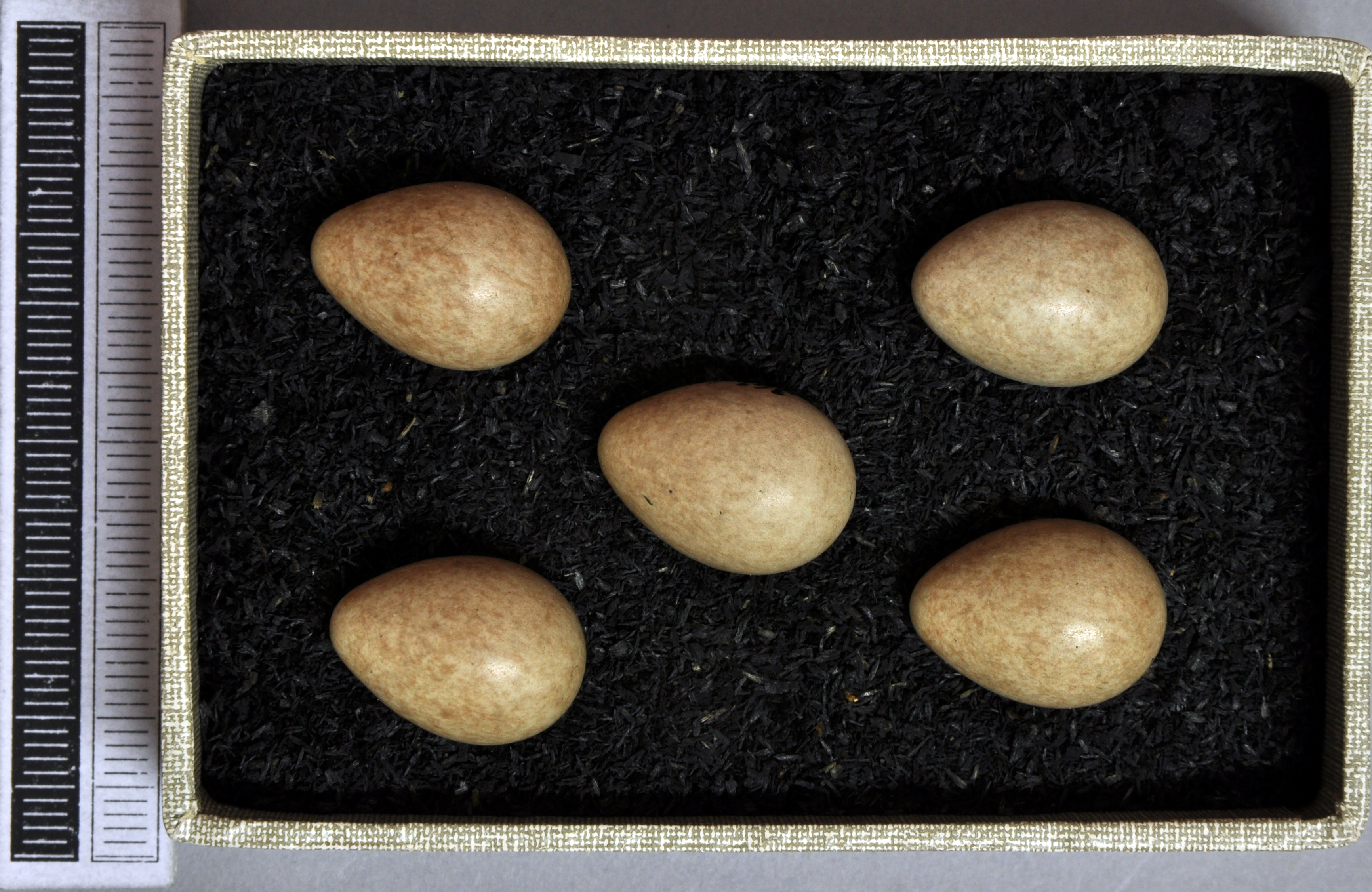
Gelege, Sammlung Museum Wiesbaden

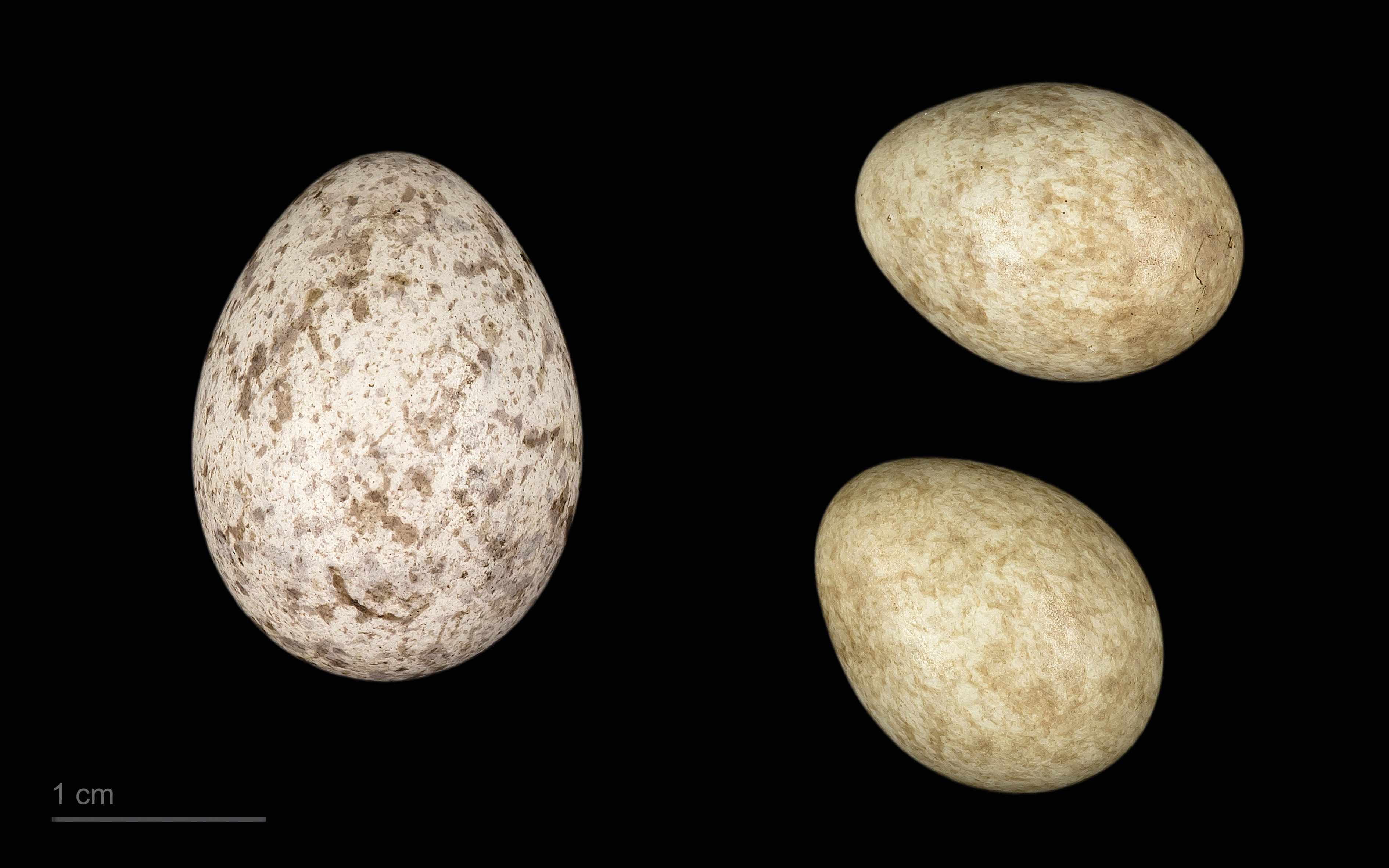
Links: Cuculus canorus canorus rechts: Motacilla flava, Sammlung Museum von Toulouse

Der Gesang ist unauffällig. Das Männchen balzt jedoch mit aufgeplusterter Brust und Flügelzittern vor dem blasser gefärbten Weibchen. Die Schafstelze ist ein Bodenbrüter, ihr Nest liegt meist gut versteckt in einer kleinen Bodenvertiefung zwischen Grasbüscheln. Als Nestmaterial werden trockene Grashalme und Würzelchen benutzt, die halbkugelige Nestmulde ist fein geglättet und mit Tierhaaren ausgepolstert. Die Brutzeit ist Mai bis Juli. Im Nest lassen sich vier bis sechs weißliche Eier finden, die sehr dichte graubraune Flecken haben. Es gibt zwischen Mai und August ein bis zwei Bruten, die das Weibchen alleine 11–12 Tage lang ausbrütet. Die Brut wird häufig zur Nahrungssuche unterbrochen. Beide Eltern füttern die Nestlinge 11–13 Tage. Die Jungen verlassen das Nest schon lange, bevor sie flügge werden.

## Unterarten

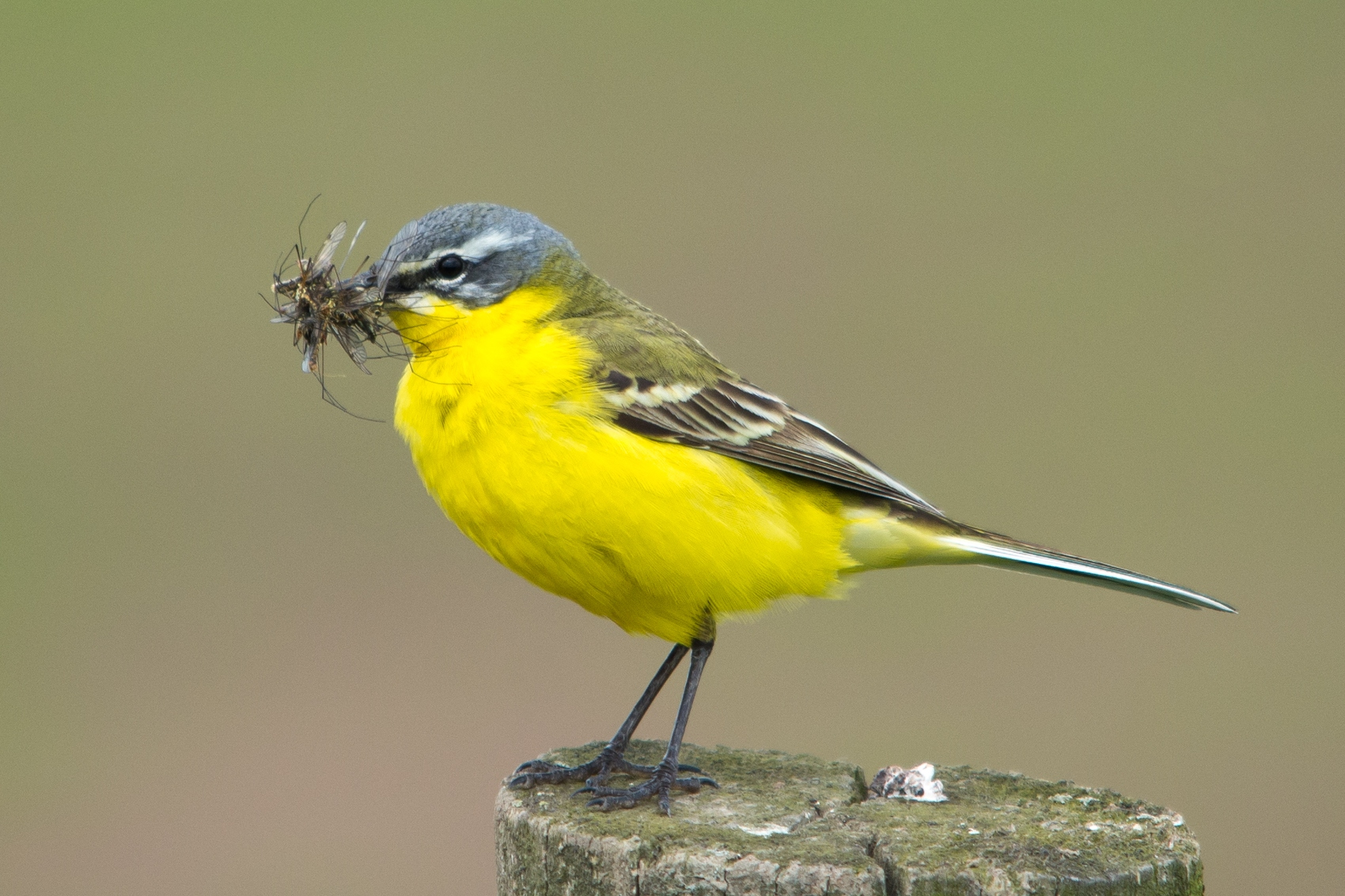
Wiesenschafstelze mit Beute

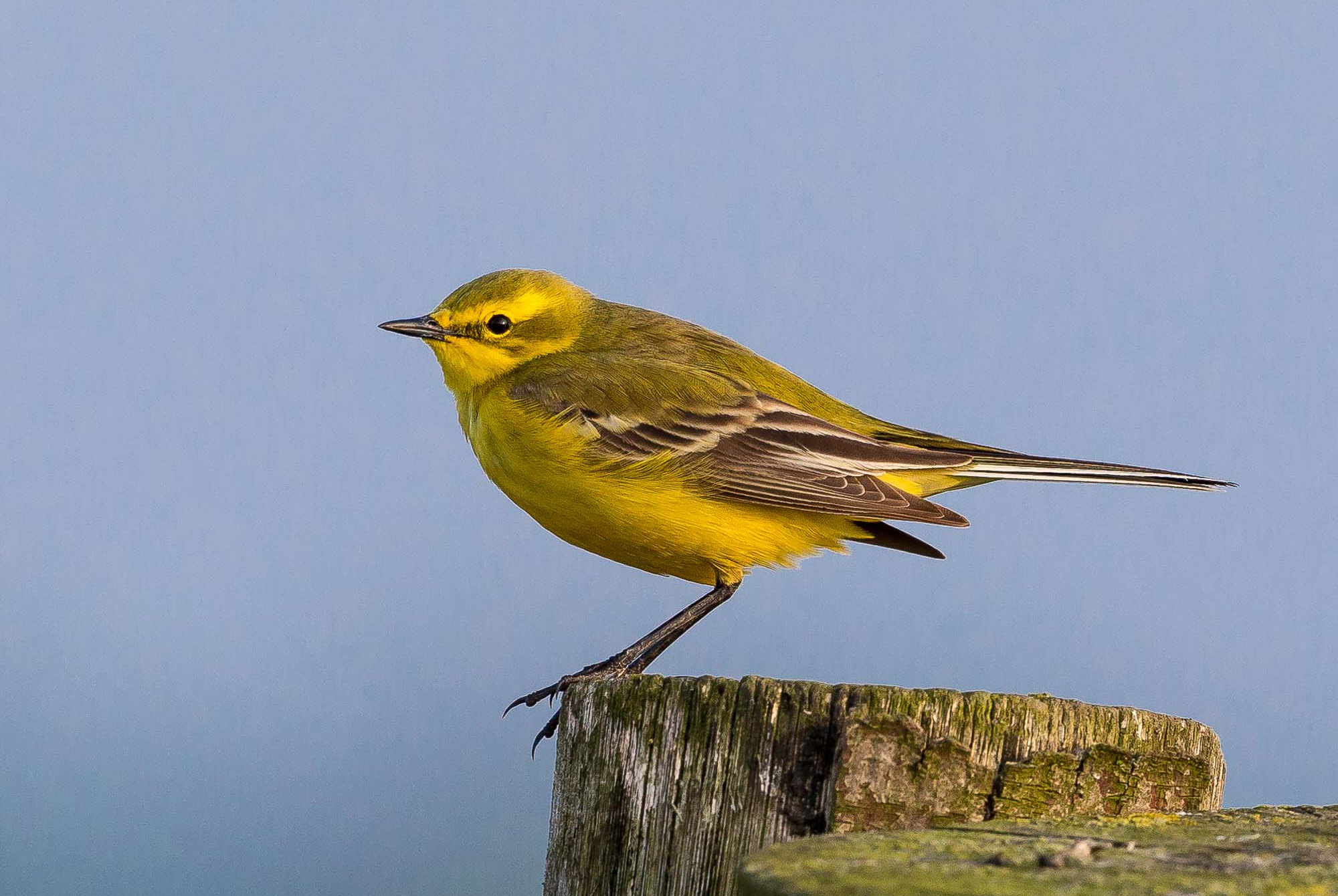
Englische Schafstelze

Verbreitung der Schafstelze:
Brutgebiete
Ganzjähriges Vorkommen
Migration
Überwinterungsgebiete

In Deutschland werden außer der heimischen Unterart (Motacilla flava flava) vier weitere Unterarten regelmäßig beobachtet. Die Männchen der einzelnen Unterarten sind (während Frühjahrszug und Brutzeit) so verschieden gezeichnet, dass man sie leicht unterscheiden kann:
- Die Wiesenschafstelze[3] Motacilla flava flava, die im westlichen Mitteleuropa zu finden ist, hat einen blaugräulichen Kopf mit weißem Überaugenstreif.
- Die Nordische Schafstelze, auch Thunbergschafstelze,[3] M. f. thunbergi hat einen dunkelgrauen Scheitel und schwarze Ohrdecken und kommt in Skandinavien vor.
- Die Englische Schafstelze oder Gelbkopf-Schafstelze[3] M. f. flavissima hat einen überwiegend gelben Kopf und ist in Großbritannien beheimatet.
- Die Aschköpfige Schafstelze bzw. Aschkopf-Schafstelze[3] M. f. cinereocapilla hat einen grauen Kopf und eine weiße Kehle. Sie ist in Italien zu finden.
- Die Maskenstelze oder Maskenschafstelze[3] M. f. feldegg fällt durch ihren schwarzen Kopf auf und brütet in den Balkanländern und der Türkei.

Einige Autoren betrachten diese und andere Unterarten der Schafstelze als eigene Arten (Semi- bzw. Allospezies). Dementsprechend zählen in der Artenliste der Vögel Deutschlands (2005) nur die mitteleuropäischen Schafstelzen zur Art Motacilla flava und tragen dort den deutschen Namen Wiesenschafstelze.